# Ryan Dull
Ryan Dull (né le 2 octobre 1989 à Winston-Salem, Caroline du Nord, États-Unis) est un lanceur de relève droitier qui a évolué dans la Ligue majeure de baseball pour les Athletics d'Oakland, les Yankees de New York et les Blue Jays de Toronto entre 2015 et 2019.

## Carrière
Joueur des Bulldogs de l'université de Caroline du Nord à Asheville, Ryan Dull est repêché par les Athletics d'Oakland au 32e tour de sélection en 2012. 
Il fait ses débuts dans le baseball majeur le 1er septembre 2015 en lançant une manche sans accorder de point aux Angels de Los Angeles.